# Novalaetesia
Novalaetesia là một chi nhện trong họ Linyphiidae.